# 케빈 앤더슨 (배우)
케빈 앤더슨(Kevin Anderson, 1960년 1월 13일 ~ )은 미국의 배우이다.
일리노이주 거니에서 태어났다.

## 출연 작품

### 영화
- 위험한 청춘 (1983)
- 참전용사 (1989)
- 적과의 동침 (1991)
- 호파 (1992)
- 그 남자의 방 그 여자의 집 (1993)
- 떠오르는 태양 (1993)
- 천 에이커 (1997)
- 파이어라이트 (1997)
- 샬롯의 거미줄 (2006)
- 커스 오브 처키 (2013)
- 천국에 다녀온 소년 (2014)

### 텔레비전
- 마이애미의 두 형사 (1985)